# Nuzéjouls
Nuzéjouls ist eine französische Gemeinde mit 351 Einwohnern (Stand 1. Januar 2022) im Département Lot in der Région Okzitanien (bis 2015 Midi-Pyrénées). Sie gehört zum Arrondissement Cahors und zum Gemeindeverband Grand Cahors. Die Bewohner werden Nuzéjoliens genannt.

## Geografie
Die Gemeinde Nuzéjols liegt etwa 13 Kilometer nordwestlich von Cahors am Oberlauf des Ruisseau de Rouby, einem rechten Nebenfluss des Lot im Südwesten der Landschaft Haut Quercy in den südwestlichen Ausläufern des Zentralmassives. Nachbargemeinden sind Boissières im Nordosten und Osten, Calamane im Südosten, Espère im Süden, Crayssac im Südwesten sowie Catus im Westen und Nordwesten.
Zur Gemeinde Nuzéjouls gehören die Ortsteile Pech Granie, Mas de Figeac, Mas d’Alary, Mas del Saltre, Mas de Ponsot, Mas de Bourdarie, Mas de Moles, Mas de Serres, Combel Haut, Lemozi und Pech de Feste.

## Ortsname
Nach dem Ortsnamenforscher Ernest Nègre entstand der Ortsname aus nuc, nux mit dem Suffix -eolum, was einen Walnussbaum bezeichnet, und nucem mit dem Suffix -ialo – eine Lichtung. So könnte der Name als Walnussbaumlichtung übersetzt werden. In der Zeit der Französischen Revolution (1793 bis 1801) lautete der Ortsname Nujezouls.

## Bevölkerungsentwicklung
| Jahr      | 1962 | 1968 | 1975 | 1982 | 1990 | 1999 | 2006 | 2014 | 2021 |
| Einwohner | 129  | 126  | 136  | 191  | 238  | 262  | 298  | 373  | 354  |

Im Jahr 1881 wurde mit 600 Bewohnern die bisher höchste Einwohnerzahl ermittelt. Die Zahlen basieren auf den Daten von cassini.ehess.fr und INSEE.

## Sehenswürdigkeiten
- Kirche St. Martin
- Lavoir und Brunnen
- Croix des Pâtres und weitere Flurkreuze
- Taubenschlag

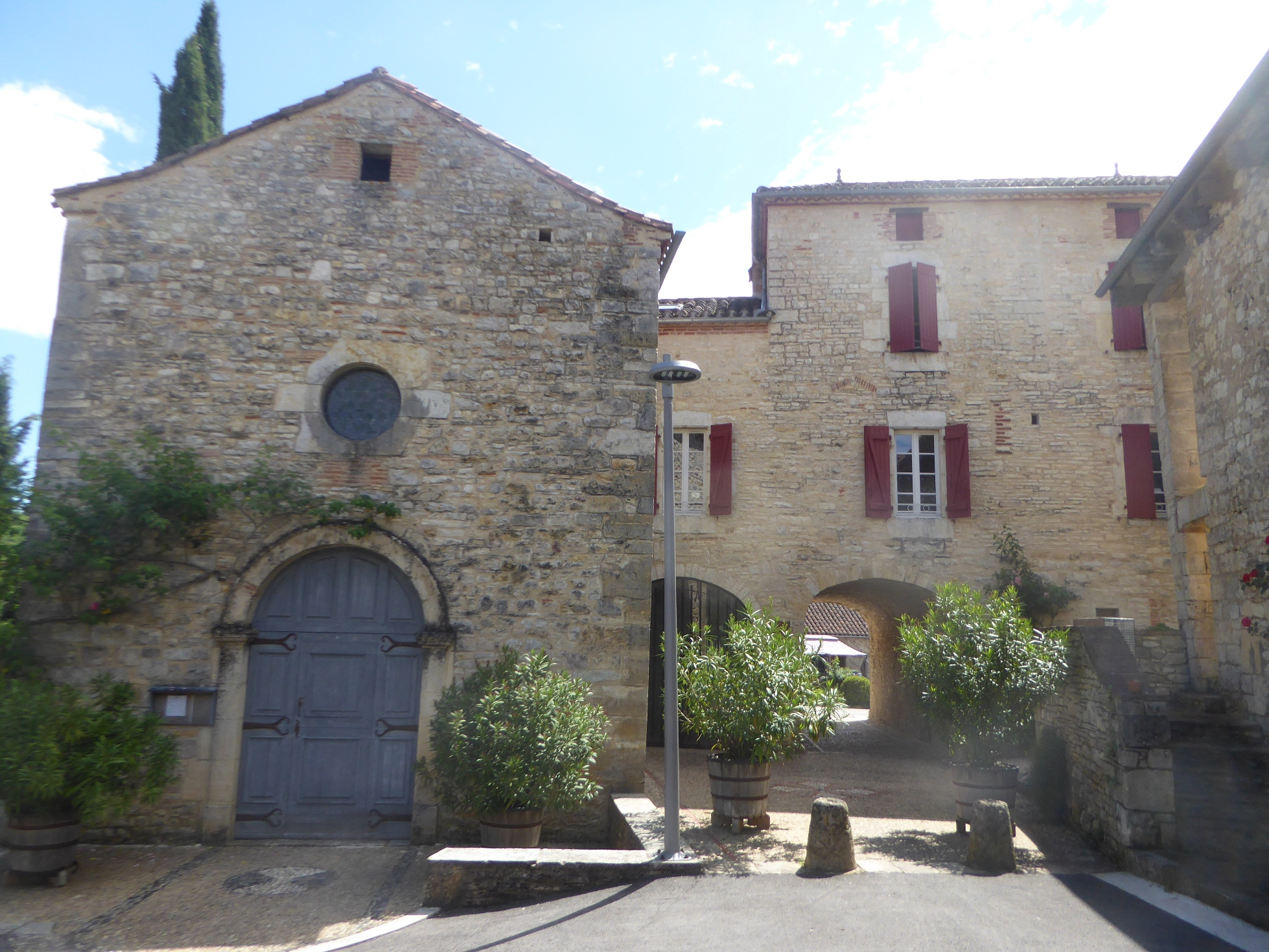
Kirche Saint-Martin

## Wirtschaft und Infrastruktur
In Nuzéjouls gibt es einen Kindergarten und eine Grundschule, zur Freizeitgestaltung eine Kegelbahn, Tennisplätze und ein Schwimmbad. In der Gemeinde sind sieben Landwirtschaftsbetriebe ansässig, darunter ein Saatguterzeuger sowie mehrere Pferde-, Schaf- und Ziegenhalter.
Nuzéjouls liegt abseits der überregional wichtigen Verkehrsachsen. Die 13 Kilometer entfernte Stadt Cahors ist ein regionaler Verkehrsknoten. Hier bestehen Anschlüsse an das Fernstraßen- und Autobahnnetz (Autoroute A20). Der Bahnhof Cahors liegt an der Bahnstrecke von Paris nach Sète mit Abzweigungen nach Capdenac und Monsempron-Libos.

## Belege
1. ↑  Gaston Bazalgues, À la découverte des noms de lieux du Quercy : Toponymie lotoise, Gourdon, Éditions de la Bouriane et du Quercy, Juni 2002, 127 p. (ISBN 2-910540-16-2), S. 118
2. ↑  Ortsname auf cassini.ehess.fr (französisch)
3. ↑  Nuzéjols auf cassini.ehess.fr
4. ↑  Nuzéjols auf insee.fr
5. ↑  Nuzéjouls auf grandcahors.fr (französisch)
6. ↑  Landwirtschaftsbetriebe auf annuaire-mairie.fr (französisch)